# 저스트 커즈 작전의 전투 서열
이 문서는 저스트 커즈 작전의 전투 서열 목록이다.

## 미국

미국측(남부 합동태스크포스(JTF 사우스)) 전투 서열

지휘부 : 미국 남부사령부

### 파나마 육군부대
- 제525군사첩보여단
  - 제319군사첩보대대
  - 제519군사첩보대대
- 제142의무대대
- 제324지원단
- 제470군사첩보여단
  - 제747군사첩보대대
  - 제29군사첩보대대

#### TF Bayonet
본체 : 제193보병여단
- 본부 및 본부중대
- 제87보병연대, 5대대
- 제508보병연대, 1대대
- 제6보병연대, 4대대 - 루이지애나주 포트 폴크
- 제73기갑연대, 3대대
- 제2경기갑보병대대, D중대
- 제59공병중대
- 519 군사경찰대대 - 메릴랜드주 포트 조지 G. 미드
  - 제209 군사경찰중대 - 메릴랜드주 포트 조지 G. 미드
  - 제555 군사경찰중대 - 버지니아주 포트 리
  - 제988 군사경찰중대 - 조지아주 포트 베닝

#### TF Atlantic
본체 : 제7보병사단
- 사단 본부 및 본부중대
- 제5공사분견대 - 루이지애나주 포트 폴크
- 제7군사경찰중대
- 제9기병연대, 2전대
- 제2여단
  - 제21보병연대, 5대대
  - 제27보병연대, 3대대
  - 제8야전포병연대, 6대대
  - 제62방공포병연대, 2대대, A포대
  - 제13공병대대, B중대
  - 제7의무대대, B중대
  - 제707정비대대, B중대
  - 제7보급수송대대, B중대
  - 제127통신대대, B중대, 2소대
- 제127통신대대
- 제13공병대대

#### TF Pacific
본체 : 제82공수사단
- 사단 본부 및 본부중대
- 제1여단
  - 제504보병연대, 1대대
  - 제504보병연대, 2대대
  - 제325보병연대, 4대대
    - 제525보병연대, 3대대, A중대

  - 319야전포병연대, 3대대, A중대
  - 제4방공포병연대, 3대대, A포대
  - 제73기갑연대, 3대대, C중대
  - 제307공병대대, A중대
  - 제782정비대대, A중대
  - 제307의무대대,B중대
  - 제407보급근무대대, A중대
  - 제313군사첩보대대, A중대
- 제82통신대대, B중대
- 제82 군사경찰중대
- 제401 군사경찰중대 - 텍사스주 포트 후드
- 제515 군사경찰중대 - 뉴욕주 포트 드럼
- 제7보병사단, 1여단 - 캘리포니아주 포트 오드
  - 여단 본부 및 본부중대
  - 제9보병연대, 1대대
  - 제9보병연대, 2대대
  - 제9보병연대, 3대대
  - 제13공병대대, A중대
  - 제127통신대대, B중대, 1소대
  - 제707정비대대, A중대
  - 제7의무대대, A중대
  - 제제7보급근무대대, A중대

#### TF Aviation
본체 : 제7보병사단, 항공여단
- 여단 본부 및 본부중대 - 포트 오드
- 제228항공연대, 1대대 - 파나마
  - 제195항공교통관제소대 - 파나마
  - 제214의무분견대 - 파나마
- 제123항공연대, 3대대, 본부 / TF 호크 - 포트 오드
  - 제123항공연대, 3대대 - 포트 오드
  - E중대 - 포트 오드
- 제82항공연대, 1대대, 본부 / TF 울프 - 포트 브래그
  - 제17기병연대, 1전대, D병대
  - 제82항공연대, 1대대
  - 제82항공연대, D중대
  - 제123항공연대, 1대대

### 파나마 해군부대
- 해군 보안단, 갈레타 섬 분견대
- USS 브릴랜드 (FF-1068)
- 제124기뢰Division
- 해군소형주정교관기술훈련학교(NAVSCIATTS)

### 제830공군사단
- 제1특수작전비행단 (AC-130) - 플로리다주 헐버트 비행장
- 제24혼성비행단
  - Coronet Cove (A-7D)
    - 제114전술전투비행전대, 분견대 - 사우스다코타

  - 제24전술항공지원비행대대 (OA-37)
  - 전술항공통제반 (TACP)
  - 제24의무단
  - 제1978교신단
  - 제630항공통제경보비행대대
  - OL-1 항공구조회수근무대
  - 제6933전자보안대대
- 제61군사항공수송비행전대
  - Volant Oak (C-130)
  - 제310군사항공수송비행대대
  - 제6공항대대
- 제480정찰기술비행전대, 1분견대
  - Furtive Bear
- 제4400항공우편대대

### 파나마 해병부대
- 제6해병원정대단 / TF Semper Fi - 노스캐롤라이나주 캠프 르쥔
  - 제6해병연대, 3대대, I중대 - 노스캐롤라이나주 캠프 르쥔
  - 제6해병연대, 3대대, K중대 - 노스캐롤라이나주 캠프 르쥔
  - 제2경기갑보병대대, D중대 - 노스캐롤라이나주 캠프 르쥔
  - 제6여단근무지원단 - 노스캐롤라이나주 캠프 르쥔
    - G분견대 - 노스캐롤라이나주 캠프 르쥔
    - H분견대 - 노스캐롤라이나주 캠프 르쥔
- 함대대테러경비대, 1소대 - 버지나아주 노퍽 해군기지
- 해병대 보안단, 주파나마 미국 대사관 분견대
- 해병대 경비전력연대, 파나마 중대
- 육군
  - 제27보병, 2대대 - 캘리포니아주 포트 오드
  - 제320야전포병연대, D포대 - 파나마
  - 제534 군사경찰중대 - 포트 클레이톤
  - 제536공병대대

### JSOTF
미국 특수작전사령부
- 제75레인저연대 / TF 레드
  - 제1대대
  - 제2대대
  - 제3대대
- 제7특전단 / TF 블랙
  - 제1대대, A중대
  - 제3대대
- 제2해군특수전단 / TF 화이트
  - 제2씰팀 - 버지니아주 리틀크릭
  - 제4씰팀 - 버지니아주 리틀크릭
  - 제8해군특수전부대 - 파나마
  - 제26특수주정부대 - 파나마
- 제1특전 델타 특수작전분견대 / TF 그린
- 제6팀 / TF 블루
- 제7특전단
  - 제1대대
  - 제2대대
  - 지원중대
- 제112통신대대
- 제528지원대대
- 제160항공단
  - 제617항공분견대
- 공군
  - 제919특수작전비행단
  - 제8특수작전비행대대
  - 제16특수작전비행대대
  - 제20특수작전비행대대
  - 제55특수작전비행대대

### JTF-South
본체 : 제18(XVIII)공수군단
- 미국 남부 육군, 본부 및 본부중대 - 파나마
- 제1전장협조분견대 - 노스캐롤라이나주 포트 브래그
- 제49공사분견대 - 노스캐롤라이나주 포트 브래그
- 제470군사첩보여단 - 파나마
  - 제29군사첩보대대 - 파나마
    - 제284정비준견대 - 파나마

  - 제746군사첩보대대 - 파나마
  - 제747군사첩보대대 - 파나마
- 제525군사첩보여단 - 노스캐롤라이나주 포트 브래그
  - 제319군사첩보대대 - 노스캐롤라이나주 포트 브래그
  - 제519군사첩보대대 - 노스캐롤라이나주 포트 브래그
- 제35통신여단 - 노스캐롤라이나주 포트 브래그
- 제1109통신여단 - 파나마
  - 제25통신대대 - 파나마
  - 제426통신대대 - 파나마
- 제1군단지원사령부
  - 제58정비중대
  - 제44의무여단
    - 제5이동육군외과병원
    - 제32의무보급광학정비대대
    - 제36의무중대
    - 제57의무중대 (항공앰블런스)
      - 제257의무중대 (강냉이)

    - 제7143의무분견대 (곤충학)
    - 제142의무대대 - 파나마
      - 제216의무분견대 - 파나마

  - 제41지원단
    - 제93전구지역사령부
    - 제193지원대대
      - 제74병참분견대
      - 제489수송분견대
      - 제531분병참견대
      - 제565병기분견대
      - 제1097수송중대

    - 제24공병분견대
    - 제36병기분견대
    - 제123병기분견대 - 앨라바마주 포트 러커
    - 제146공병분견대
    - 제180재무지원부대
    - 제228항공연대, E중대
    - 제533공병분견대
    - 제92인사근무중대
    - 제79군악대

  - 제46지원단 - 포트 브래그
    - 제159항공연대, I중대
    - 제8병기중대
    - 제406보급중대
    - 제546수송중대
    - 제659정비중대
    - 제259근무중대
    - 제364보급근무중대
    - 제503정비중대

  - 제2지원소
    - 제330수송센터

  - 제54병참중대
  - 제551수송중대
  - 제870수송중대
- 제4심리작전단
  - 제1심리작전대대
    - 제90심리작전중대
    - 제94심리작전중대
- 제96민사대대
- 제16 군사경찰여단
  - 제92 군사경찰대대대
    - 제549 군사경찰중대
    - 제1138 군사경찰중대, 1분견대

  - 제503 군사경찰대대
    - 제21 군사경찰중대
    - 제65 군사경찰중대
    - 제108 군사경찰중대

## 파나마
- 프리메라 군관구
  - 제1군구 - 파나마주
  - 제2군구 - 콜론주
  - 제10군구 - Province of Panama Oste and Chorrera)
  - 제11군구 - 산미구엘토 특구
- 세군다 군관구
  - 제9군구 - 다리엔주
  - 제12군구 - 산블라스 특구
- 테르세라 군관구
  - 제3군구 - 베라과스주
  - 제4군구 - 에레라주
  - 제6군구 - 코클레주
  - 제7군구 - 로스산토스주
- 콰르타(Cuarta) 군관구
  - 제5군구 - 치리키주
  - 제8군구 - 보카스델토로주

## 참고
- “XVIII Airborne Corps and Joint Task Force South OPERATION JUST CAUSE” (영어). History Office, Headquarter, United States Department of the Army. 2019년 6월 2일에 확인함.
- “General Orders. No. 2” (PDF) (영어). Washington D.C.: Headquarters, Department of Army. 1991년 1월 16일. 2019년 1월 26일에 원본 문서 (PDF)에서 보존된 문서. 2020년 1월 23일에 확인함.
- “Operation Just Cause : Panama 1989”. 《orbat.com/》 (영어). 2001년 8월 5일. 2014년 12월 24일에 원본 문서에서 보존된 문서. 2019년 6월 2일에 확인함.
- “FRIENDLY (U.S.) ORDER OF BATTLE” (PDF). 《etd.lsu.edu》 (영어) (루이지애나 주립대학): 77-82. 2017년 1월 13일에 원본 문서 (PDF)에서 보존된 문서. 2019년 6월 2일에 확인함.